# Amankwah Forson
Amankwah Forson, né le 31 décembre 2002 à Accra au Ghana, est un footballeur international ghanéen. Il joue au poste de milieu offensif à Norwich City.

## Biographie

### En club
Né à Accra au Ghana, Amankwah Forson est formé par le club local de WAFA (en) où il commence sa carrière, étant intégré à l'équipe première dès 2019. Il rejoint ensuite l'Autriche pour signer en faveur du Red Bull Salzbourg le 8 février 2021. Il est alors lié au club jusqu'au 31 mai 2025.
Son aventure en Autriche commence toutefois au FC Liefering, club partenaire du Red Bull Salzbourg, qui évolue en deuxième division autrichienne. Il joue son premier match le 5 avril 2021 contre le Floridsdorfer AC. Il entre en jeu à la place de Luka Reischl (en) lors de ce match où les deux équipes se neutralisent (0-0 score final).
Forson fait sa première apparition avec le Red Bull Salzbourg le 2 mars 2022, lors d'un match de première division autrichienne contre le LASK. Il entre en jeu à la place de Junior Adamu et les deux équipes se neutralisent (0-0 score final). 
Il est sacré championnat d'Autriche à l'issue de cette saison 2021-2022, participant au neuvième sacre consécutif du RB Salzbourg.
Le 27 juin 2022, Amankwah Forson est prêté au SCR Altach pour une saison. Il décide de porter le numéro 15.
Il se fait remarquer dès son premier match en marquant un but, le 16 juillet 2022, lors d'une rencontre de coupe d'Autriche face au TWL Elektra. Entré en jeu à la place de Johannes Tartarotti (en), il participe à la victoire de son équipe par trois buts à un.
Forson fait son retour au Red Bull Salzbourg en janvier 2023, étant rappelé par le club pour renforcer l'équipe première.
Le 9 août 2024, Forson est transféré à Norwich City en deuxième division anglaise pour 4,5 millions d'euros. Il signe un contrat de 4 ans.
Il joue son premier match pour Norwich le 10 août 2024, à l'occasion de la première journée de la saison 2024-2025 de deuxième division anglaise, contre Oxford United. Il entre en jeu à la place de Liam Gibbs lors de cette rencontre perdue par son équipe (2-0 score final).

## Palmarès

### En club
RB Salzbourg
- Championnat d'Autriche (2) :
  - Champion : 2021-2022, 2022-2023.